# Oniscus
Oniscus – rodzaj lądowych skorupiaków z rzędu równonogów, w języku polskim określanych nazwą stonoga. Określenie to jest często mylnie przypisywane wijom lub prosionkom. Występują na wszystkich kontynentach. W Polsce występuje stonoga murowa – jest gatunkiem pospolitym.
Stonogi mają ciało silnie grzbietobrzusznie spłaszczone i silnie rozszerzone, w zarysie jajowate, niezwijające się w kulkę o długości zazwyczaj od 1 do 2 cm, sztywny i segmentowany odwłok pokryty wapiennym szkielecikiem. Głowa zbliżona kształtem do prostokąta, płytka ogonowa zazwyczaj stożkowato zaostrzona. Wbrew nazwie, nie mają stu nóg. Różne gatunki tej grupy skorupiaków mają zaledwie po kilkanaście par odnóży (najczęściej 10–12).
Żyją w wilgotnych miejscach, często chowają się pod kamieniami, wśród gnijących liści, pod korą pni lub w wilgotnej glebie. Prowadzą nocny tryb życia, są detrytofagami – żywią się martwą materią organiczną.

## Gatunki
Wyróżnia się 6 gatunków zaliczanych do rodzaju Oniscus:
- Oniscus ancarensis
- Oniscus armatus
- Oniscus asellus – stonoga murowa
- Oniscus lusitanus
- Oniscus myrmecophilus
- Oniscus simoni